# Duncan Munro
Pour les articles homonymes, voir Munro (homonymie).
Duncan Brown Munro, surnommé Dunc Munro, (né le 19 janvier 1901 à Moray en Écosse — mort le 3 janvier 1958) est un joueur professionnel canadien de hockey sur glace qui évoluait au poste de défenseur et parfois à celui d'ailier gauche.

## Carrière
Né en Écosse, Munro commence le hockey quand sa famille s'installe à Toronto. Après avoir remporté la Coupe Memorial 1919 avec son université, il intègre en 1920 les Granites de Toronto, club composé essentiellement d'anciens militaires ayant participé à la Première Guerre mondiale. Avec cette équipe, il remporte la coupe Allan en 1922 et 1923, coupe remise à la meilleure formation amateur canadienne.
Comme pour les Jeux olympiques d'été de 1920, le Canada décide que la meilleure équipe canadienne représentera le pays pour les premiers Jeux olympiques d'hiver qui se déroule en 1924 à Chamonix en France. Munro et les Granites, vainqueurs de la Coupe Allan en 1923, sont alors désigné pour participer à ces Jeux. Munro, alors capitaine de l'équipe, remporte facilement la médaille d'or avec son équipe qui surclasse ses adversaires et marque 110 buts contre 3 seulement encaissés.
De retour des Jeux olympiques, il signe le 30 octobre 1924 un contrat professionnel avec les Maroons de Montréal qui entament leur première saison dans la Ligue nationale de hockey. En 1926, il est nommé capitaine de l'équipe, remporte la Coupe Stanley avec les Maroons et devient ainsi le premier joueur à avoir remporté la Coupe Memorial et la Coupe Stanley.
Après un seul match joué en 1928, il est victime d'une légère attaque cardiaque le 15 novembre 1928 qui le force à arrêter sa saison. De retour avec l'équipe la saison suivante, il est nommé le 23 septembre 1929 directeur général et entraîneur en plus de sa fonction de joueur.
Il quitte le club en 1931 et signe avec les Canadiens de Montréal avec lesquels il effectue une dernière saison professionnelle avant de prendre sa retraite en 1932.
Après avoir subi plusieurs autres attaques cardiaques, il meurt le 3 janvier 1958 à l'âge de 56 ans.

## Statistiques
| Saison     | Équipe                | Ligue           |     | Saison régulière | Saison régulière | Saison régulière | Saison régulière | Saison régulière |   | Séries éliminatoires | Séries éliminatoires | Séries éliminatoires | Séries éliminatoires | Séries éliminatoires |
| Saison     | Équipe                | Ligue           | PJ  | B                | A                | Pts              | Pun              | PJ               | B | A                    | Pts                  | Pun                  |                      |                      |
| 1918-19    | Université de Toronto | OHA Jr.         |     |                  |                  |                  |                  |                  |   |                      |                      |                      |                      |                      |
| 1919       | Université de Toronto | Coupe Memorial  | 2   |                  |                  |                  |                  |                  |   |                      |                      |                      |                      |                      |
| 1919-1920  | Université de Toronto | OHA Jr.         |     |                  |                  |                  |                  |                  |   |                      |                      |                      |                      |                      |
| 1920-1921  | Granites de Toronto   | OHA Sr.         | 8   | 4                | 5                | 9                |                  | 2                | 1 | 0                    | 1                    |                      |                      |                      |
| 1921-1922  | Granites de Toronto   | OHA Sr.         | 10  | 4                | 6                | 10               |                  | 2                | 2 | 1                    | 3                    |                      |                      |                      |
| 1921-1922  | Granites de Toronto   | Coupe Allan     | 6   | 3                | 3                | 6                |                  |                  |   |                      |                      |                      |                      |                      |
| 1922-1923  | Granites de Toronto   | OHA Sr.         | 12  | 7                | 7                | 14               |                  | 2                | 2 | 0                    | 2                    | 4                    |                      |                      |
| 1923-1924  | Granites de Toronto   | Exhib.          | 15  | 9                | 5                | 14               |                  |                  |   |                      |                      |                      |                      |                      |
| 1924       | Équipe du Canada      | Jeux olympiques | 5   | 18               | 4                | 22               | 2                |                  |   |                      |                      |                      |                      |                      |
| 1924-1925  | Maroons de Montréal   | LNH             | 27  | 5                | 1                | 6                | 16               |                  |   |                      |                      |                      |                      |                      |
| 1925-1926  | Maroons de Montréal   | LNH             | 33  | 4                | 6                | 10               | 55               | 6                | 1 | 0                    | 1                    | 6                    |                      |                      |
| 1926-1927  | Maroons de Montréal   | LNH             | 43  | 6                | 5                | 11               | 42               | 2                | 0 | 0                    | 0                    | 4                    |                      |                      |
| 1927-1928  | Maroons de Montréal   | LNH             | 43  | 5                | 2                | 7                | 35               | 9                | 0 | 2                    | 2                    | 8                    |                      |                      |
| 1928-1929  | Maroons de Montréal   | LNH             | 1   | 0                | 0                | 0                | 0                |                  |   |                      |                      |                      |                      |                      |
| 1929-1930  | Maroons de Montréal   | LNH             | 40  | 7                | 2                | 9                | 10               | 4                | 2 | 0                    | 2                    | 4                    |                      |                      |
| 1930-1931  | Maroons de Montréal   | LNH             | 4   | 0                | 1                | 1                | 0                |                  |   |                      |                      |                      |                      |                      |
| 1931-1932  | Canadiens de Montréal | LNH             | 48  | 1                | 1                | 2                | 14               | 4                | 0 | 0                    | 0                    | 2                    |                      |                      |
| Totaux LNH | Totaux LNH            | Totaux LNH      | 239 | 28               | 18               | 46               | 172              | 21               | 2 | 2                    | 4                    | 18                   |                      |                      |

## Honneurs et récompenses
- Jeux olympiques de 1924 :  Médaille d'or